# Gephyraulus erysimi
Gephyraulus erysimi är en tvåvingeart som beskrevs av Fedotova 1992. Gephyraulus erysimi ingår i släktet Gephyraulus och familjen gallmyggor.
Artens utbredningsområde är Kazakstan. Inga underarter finns listade i Catalogue of Life.